# Phare du Rocher-aux-Oiseaux
Le phare du Rocher-aux- Oiseaux est, de 1870 à 2011, une station d'aide à la navigation du golfe du Saint-Laurent située aux rochers aux Oiseaux en Gaspésie–Îles-de-la-Madeleine au Québec (Canada).

## Situation terrestre et maritime

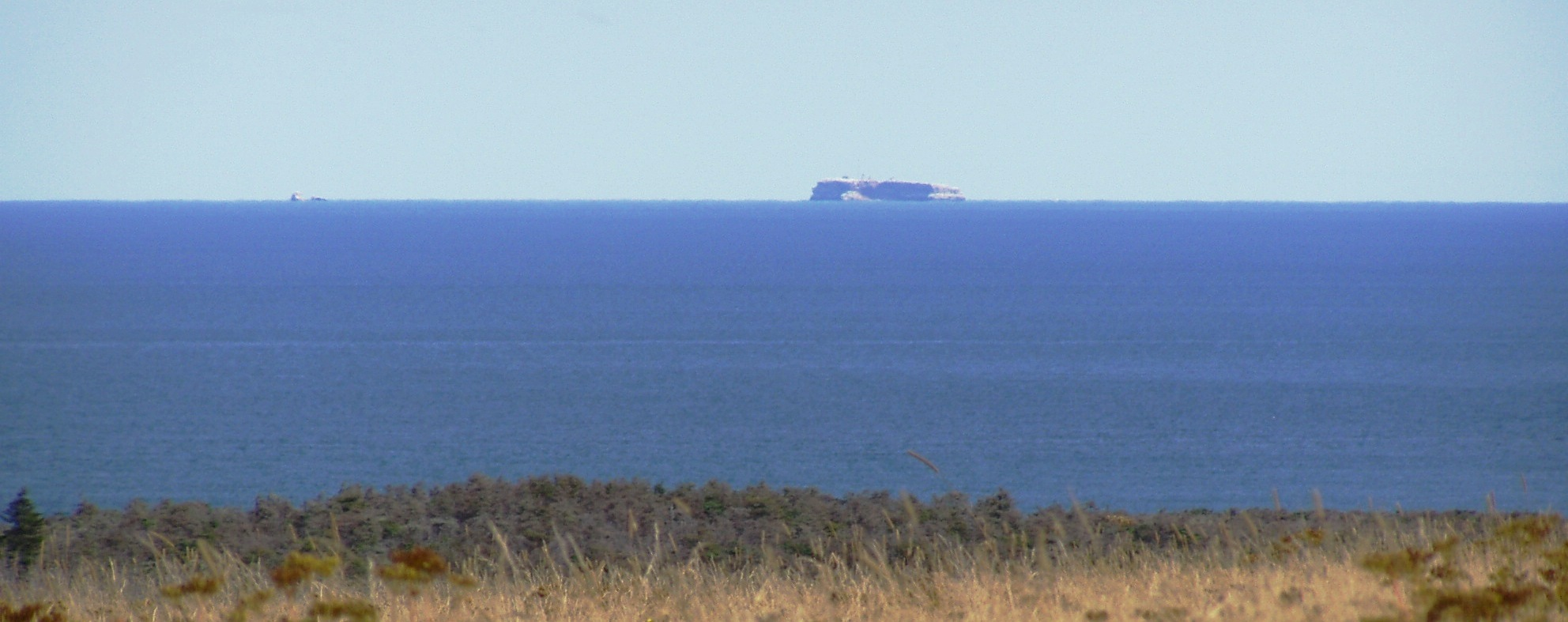
Le rocher et le phare en 2006.

Avec un feu à 49 mètres au dessus du niveau de la mer le phare du Rocher-aux-Oiseaux est établi sur un îlot (rochers aux Oiseaux) de grès comportant un plateau, d"une forme plus ou moins circulaire d'environ 300 mètres de diamètre, entouré de falaises d'environ 30 m de hauteur. Il est situé à environ 32 kilomètres au nord-est de l'archipel des îles de la Madeleine, le long du chenal Laurentien dans la zone centrale du golfe du Saint-Laurent. 
Cela le place sur le tracé de la grande route maritime qui passe par le détroit de Cabot. Son feu signalait aux navires l'extrémité des hauts-fonds de l'archipel et le danger isolé que représente son site composé de plusieurs îlots rocheux.

## Histoire

### Avant le phare
Le premier navigateur ayant laissé une trace de ses observations sur ce rocher est Jacques Cartier, qui le baptise île Margaux, à la vue des innombrables Fous de Bassan qui l’entourent lors de son passage à proximité lorsqu’il  entre dans le golfe du Saint-Laurent. La première photographie du rocher date de 1864, elle est prise lors de l’expédition polaire menée par William Bradford vers l’Arctique.

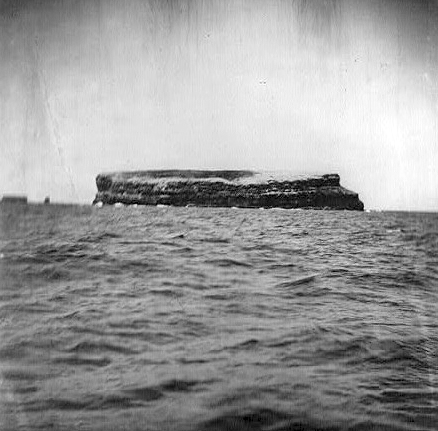
Première photo connue du Rocher-aux-Oiseaux (1864).

La situation de cet îlot isolé, situé sur la route des navires arrivant de l'océan Atlantique pour entrer dans le fleuve Saint-Laurent, est signalée dès les années 1830 par les marins, comme suffisamment dangereux pour nécessiter l'installation d'un phare. La première étude concrète sur ce sujet date de 1861, l'ingénieur John Page propose un projet de construction qu'il évalue à 70 000 $, le 6 mai 1861. Les autorités estiment ce coût trop important et le projet est mis de côté. Dans les décennies suivantes, des naufrages aux abords des îles et le développement du trafic de marchandises entre l'Europe et le Canada, provoquent des pressions sur les autorités. Celles ci sont renforcées par les observations, notées dans des rapports, du commandant Pierre-Étienne Fortin, qui, devenu député souligne l'importance de s'occuper de la sécurité de cette voie de passage.
La réaction politique prend forme le 29 mai 1869, avec un débat à la Chambre des communes du Canada. Le 4 janvier 1870, Peter Michelle, ministre de la Marine et des Pêcheries, défend auprès de ses collègues, lors d'un conseil des ministres, le projet de construction d'un phare sur le rocher. Les crédits pour la construction sont votés le 22 mai 1870.

### Premier phare (1870)

#### Construction et mise en service
Le service a déjà de nombreux phares en constructions, mais Peter Michelle, conscient de l'importance de celui-ci, s'active dès le vote positif du 22 mai afin d'arriver à le mettre en service avant l'hiver. Le site choisi en 1869, est celui du plus grand des îlots qui présente un plateau tabulaire, située en haut d'une falaise d'environ 30 m de haut qui en fait le tour. La partie plane du sommet présente une forme plus ou moins circulaire d'un  diamètre de moins de 300 m et d'une surface de moins de 3 hectares. 
Pour commencer le chantier, un homme du nom de Fraser est embauché pour tailler dans la roche un espace dans une faille au sud pour y établir un escalier de bois. Un ponton est installé pour pouvoir accoster dans un endroit où il y a régulièrement du ressac. Puis un treuil est fixé au sommet pour pouvoir hisser les bois et autres fournitures nécessaires à la construction amenées par bateau par temps et état de la mer favorables. Peter Michelle vient visiter le chantier lorsque les charpentes étaient débarquées et hissées, découvrant les difficultés et le danger des débarquements du fait des mouvements de la mer, il prévoit plusieurs évolutions : programmer, pour la période de l'été de l'année suivante, la création d'un deuxième débarcadère, du côté nord afin d'avoir le choix en fonction des conditions de mer et de vent ; installer un « code de signaux » pour que les gardiens puissent communiquer avec les navires s'ils ont besoin d'assistance ; et qu'à partir l'année suivante il faut prévoir un stock d'huile et de nourritures suffisants pour des gardiens présents toute l'année. 
Le 20 septembre 1870, le feu est allumé pour la première fois, peu de temps avant la mauvaise saison. Prévu pour que la lumière soit aperçue à 21 milles (environ 39 kilomètres), une observation du feu par temps clair confirme qu'il est dans ce cas visible à 25 milles nautiques. Cette lumière dispose d'un « feu dioptrique français » (lentille de Fresnel) de deuxième ordre, disposé à 140 pieds (un peu plus de 42 mètres), au-dessus du niveau de la mer. La lanterne est positionnée au sommet d'une tour en bois, constituée d'une forte charpente fixée solidement au sol rocheux. L'installation comporte également une maison pour les gardiens et un magasin pour stoker l'huile nécessaire à la lampe. Ces deux bâtiments ne sont pas contigus à la tour du phare afin d'éviter le risque de propagation d'un incendie. La tour et les deux bâtiments annexes sont couverts avec des bardeaux en bois peints en blanc, avec un enduit permettant la conservation et limitant la combustion. Les autres caractéristiques du phare données pour les navires sont : un feu blanc fixe, sur une tour hexagonale blanche, haute de 50 pieds (15,24 m) du sol au sommet de la girouette, allumé du 1er avril au 15 décembre.
Le phare a été construit par l'entreprise Daley, Carter & Doolan, de Miramichi, pour un coût légèrement inférieur à 10 000 $. Cette dépense ne comprend pas la lentille de Fresnel qui est prélevée sur un stock de l'administration de la marine.

#### Fonctionnement et évolution

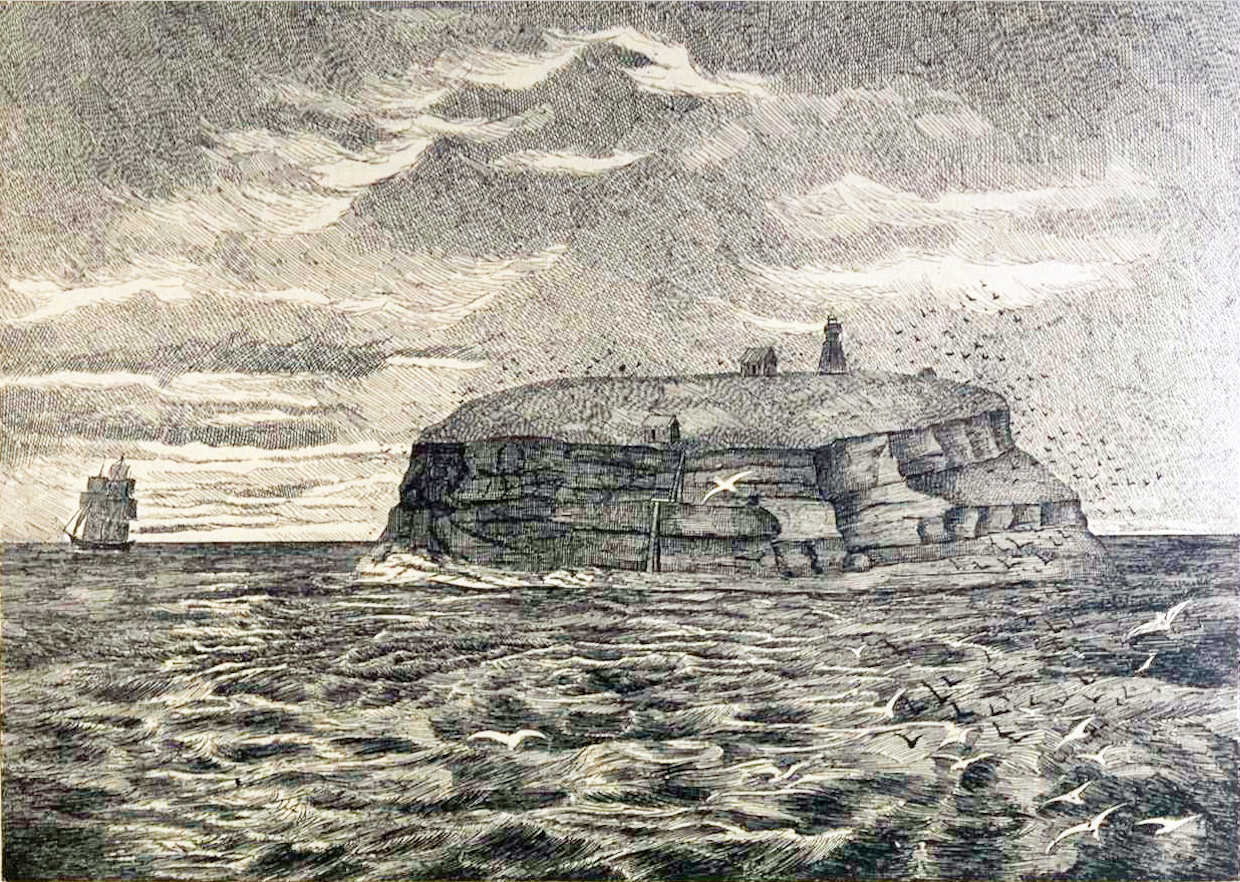
Gravure d'après un dessin, publié en 1877.

Les difficultés de ravitaillement du phare sont rapidement confirmées, au mois d'octobre la goélette England, commandée par G.-V. Story, est à Gaspé pour charger des approvisionnements destinés au phare. Le 17 elle rejoint le rocher, mais un gros temps met le navire en perdition alors qu'il est au mouillage. Il perd plusieurs ancres et un canot, ce qui nécessite, pour sauver le bateau, de jeter à la mer une partie de la cargaison sans avoir pu entrer en contact avec le rocher. Une fois que le navire est en sécurité, le reste des approvisionnements est transféré sur le vapeur du gouvernement Lady Head. Le 3 novembre le Lady Head arrive au rocher mais une forte houle l'empêche de communiquer et il doit rejoindre Amherst pour se mettre à l'abri et débarquer les provisions destinées au rocher. Durant les périodes d'allumage du phare, en 1870 et 1871, il n'a pas eu de nomination de gardiens permanents, la surveillance de la lumière est faite par des gardiens temporaires.

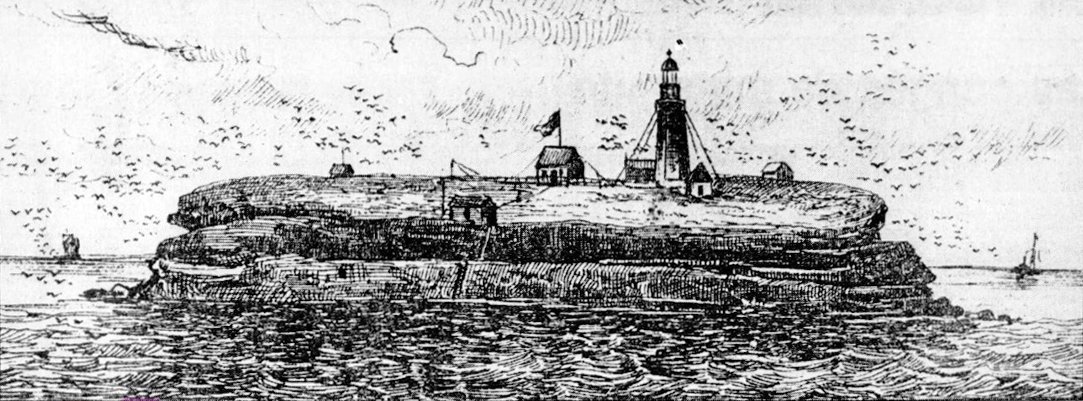
Le phare après la pose des câbles en 1872. Dessin publié en 1877.

En 1872, le phare est consolidé avec des étais fixés dans la roche. L'installation d'un système sonore, un canon, a lieu en 1873.
Le 18 juillet 1876 un bateau vient ravitailler la station et inspecter les installations gérées par le gardien Peter Walen. Le responsable de cette visite indique dans son rapport que le phare et le canon sont en bon état. Le feu blanc fixe, installé dans une grande lanterne de 10 pieds (environ 3 m) de diamètre, est allumé par une lampe à mèche circulaire qui consomme 180 gallons (environ 681 litres) d'huile par saison. Le canon de l'alarme sonore, tiré une fois par heure pendant les périodes de brume ou de tempêtes de neige, consomme environ 2 000 livres (907 kg) de poudre, et en proportion des amorces à friction.
Il y a cinq bâtiments en bois, peints en blanc, avec une toiture peinte en rouge : le phare, la maison du gardien, le hangar à huile, la remise du canon de l'alarme sonore, et un magasin près du débarcadère. Un sixième bâtiment utilisé comme magasin à poudre est construit en brique réfractaire avec une toiture en zinc. Au débarcadère il y a deux quais, chacun équipé d'une grue.
Lors de la visite du 9 octobre 1879, l'agent du contrôle remarque, que du fait de son importance ce phare reste allumé tout l'hiver ce qui justifie l'usure importante de ses lampes et qu'il serait nécessaire de changer l'appareil d'éclairage mais que la lanterne n'a pas assez d'aération pour pouvoir y utiliser de plus gros becs. Il rappelle que le phare et les bâtiments ont été repeints en 1877, et que la charpente de la tour est en bon état. Il signal qu'un brise-lames, pour boucher un trou entre deux rochers face au débarcadère, a été emporté par une tempête et qu'il devrait être reconstruit car le site permet également d'abriter régulièrement des bateaux de pêche. Le ravitaillement est de 187 gallons d'huile.

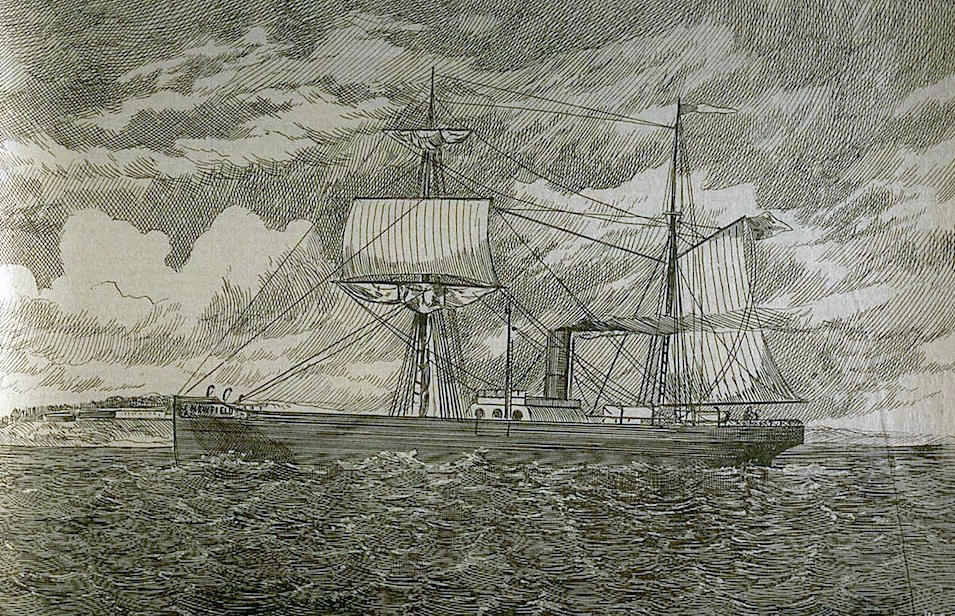
Le Newfield, vapeur du gouvernement. Gravure publiée en 1877.

En 1880, un câble sous-marin de radiotélégraphie filaire est posé entre l'île d'Anticosti, le rocher aux Oiseaux et les îles de la Madeleine, aboutissement d'un projet dont l'origine remonte à 1875. Il a pour objet de renforcer la sécurité de la navigation dans le golfe du Saint-Laurent. Mais il n'est pas fiable avec de nombreuses ruptures de la partie sous-marine notamment sur le câble qui relie la station. Son fonctionnement ne donne satisfaction qu'en 1884 et 1885. Lors d'une tempête, le 22 mars 1886, un rocher écrase le câble au pied de la falaise et coupe la communication, la réparation est effectuée le 11 juin par F. N. Gisborne, contrôleur du service des télégraphes de l'État, et son adjoint M. Keeley, avec l'aide du bateau à vapeur Niewfield du capitaine Guilford.

### Deuxième phare (1887)

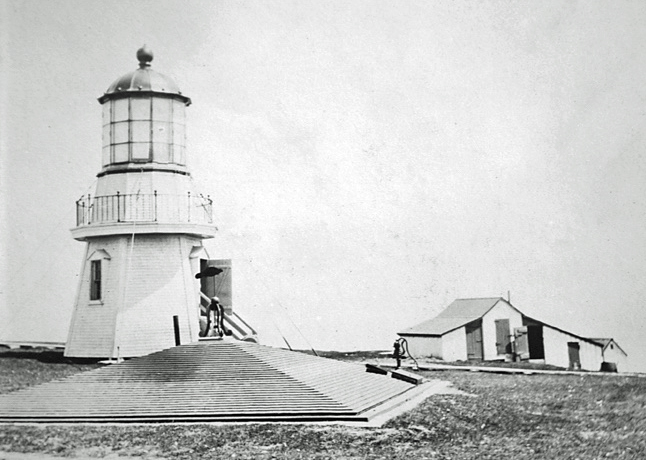
Le phare construit en 1887, avant la modification de 1908. Au premier plan une citerne à eau enterrée avec une toiture pour la récupération de l'eau de pluie et équipée d'une pompe à main.

En 1887, la tour du phare d'origine est remplacée par une nouvelle, également en bois de base hexagonale, mais moins haute, elle ne mesure plus que 11,9 mètres (39 pieds). Lors de ces travaux il a également été construit un hangar pour l'huile et un petit local pour abriter le treuil à vapeur et la chaudière. Des réparations ont été effectuées sur la maison des gardiens et sur les autres bâtiments.
Le câble sous-marin du télégraphe est de nouveau rompu le 24 avril 1888, le Newfield étant occupé à d'autres tâches, F. N. Gisborne ne peut effectuer la réparation que vers le 20 août. Après une nouvelle rupture, le ministère des travaux publics prend la décision de ne pas remettre ce câble en place sur cette liaison, qui est abandonnée, après avoir qu'il ait été de nouveau relevé et réparé en décembre 1889. Cet abandon est dû au manque de fiabilité de cette installation qui a été interrompue, pendant de longues périodes, huit fois en dix ans. 
Le 10 juillet 1890, le service des phares, qui effectue une série d'épreuves des signaux de brume des stations, expérimente le canon à poudre présent sur le site. Les tirs ont lieu avec différentes poudres et avec ou sans bourre. Ils sont écoutés depuis le rocher puis du bateau qui se positionne à différentes distances et orientations par rapport au rocher. La majorité des coups sont pas ou à peine audibles. En 1895, le canon à poudre du signal sonore est remplacé par un dispositif qui utilise des cartouches de coton-poudre.

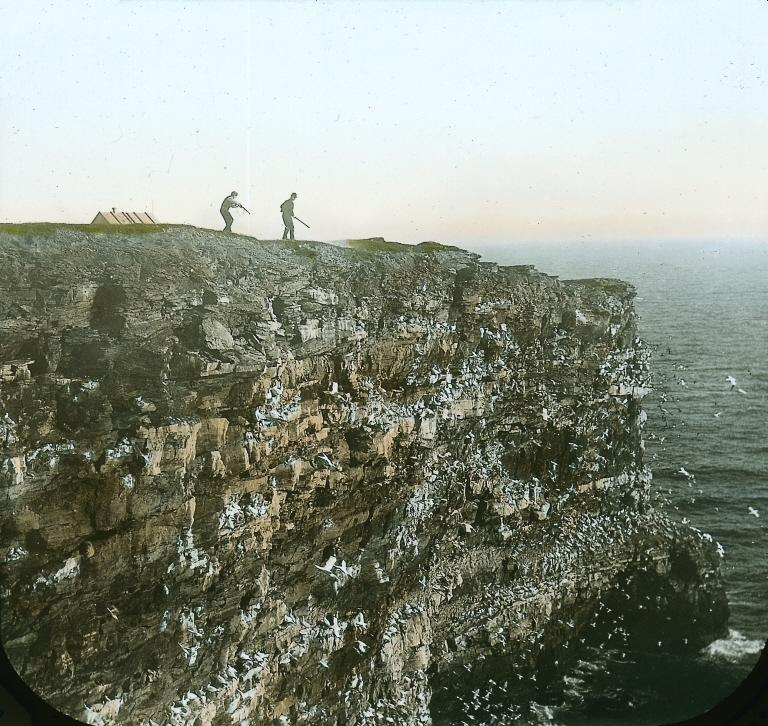
Sur l'île vers 1910.

Durant l'année 1898, c'est le bateau à vapeur Aberdeen qui ravitaille la station. En plus des provisions, il ramène : le treuil à vapeur, préalablement envoyé à Québec pour être réparé, et une nouvelle pompe à vapeur, ainsi que des éléments de rechange comme des soupapes de sureté, pour la chaudière du signal de brume à vapeur. Le gardien repeint le phare et les autres bâtiments, fait les épissures et installe les câbles de la nouvelle grue, répare la couverture et les fondations du treuil à vapeur, et installe des échelles au nord et au sud du rocher.
En 1903, les caractéristiques du feu sont modifiées quand est installé un système d'éclairage à vapeur de pétrole avec un manchon à incandescence. De fixe il devient à occultation : sur une période de 20 s il y a 15 s de lumière et 5 s. Un nouveau naufrage par temps de brume incite les autorités à remplacer le système sonore à explosion par une sirène diaphone qui offre l'avantage de pouvoir émettre un son avec une fréquence plus rapprochée.

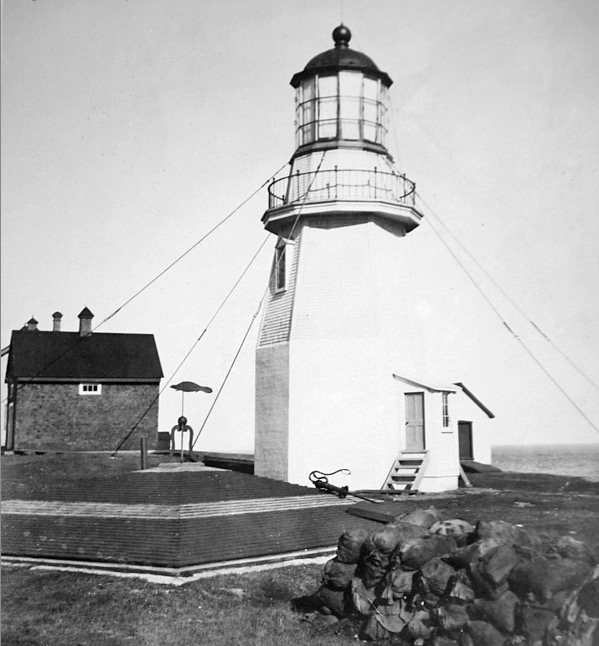
Le phare en 1908, après les modifications.

Comme le phare a son feu en partie occulté par le toit du bâtiment du système sonore, la tour est modifiée en 1908. Le chantier a consisté à relever la tour existante, en bois, en construisant un soubassement, en béton, haut de 12 pieds (environ 3,7 m) et de compléter l'installation avec, comme pour le phare précédent, des haubans fixés sur la tour à la base de la lanterne.
Dans les années 1930, le gardien Alphonse Arsenault habitait sur l'île avec toute sa famille, il y avait plusieurs bâtiments et également une vache qui avait été hissée avec un monte-charge présent à cette époque. Le 20 août 1939, un voilier accoste l'île, le gardien intérimaire Marc Richard a la surprise de voir arriver le président des États-Unis Franklin Delano Roosevelt qui revenait d'un voyage de pêche au thon. Alphonse Arsenault lui présente sa famille et lui fait rapidement visiter les installations du phare.
En juillet 1955, la Garde Côtière envoie une équipe pour remettre en état le quai. Le 11 de ce mois, alors que le chantier est en cours un incendie endommage gravement la maison des gardiens et plusieurs des bâtiments annexes. Une nouvelle maison pour les gardiens est construite en 1957.
C'est en 1961 que se termine le gardiennage de la station par un gardien et sa famille. Une nouvelle organisation est mise en place par le Service maritime du ministère des transports (qui devient la Garde côtière canadienne en 1962). Il a deux équipes, de deux gardiens, qui sont présentes sur la station, en alternance, pendant des périodes de 28 jours. Les relèves se font en hélicoptère.

### Troisième phare (1967)
À la fin des années 1960, la partie supérieure de la tour, charpente recouverte en bardeaux de bois est refaite. Elle repose sur l'ancienne base hexagonale en béton. Une nouvelle lanterne octogonale est installé au-dessus. Son feu est allumé en 1967.
L'automatisation, avec l'installation de batteries, est mise en service en 1987. Ce qui implique également le départ des derniers gardiens du phare et la fermeture des bâtiments qu'ils utilisaient. La présence humaine est alors réduite au passage d'un réparateur en fonction des besoins. Le rocher devient un « sanctuaire pour les oiseaux ».

### Quatrième phare (après 1987)
Dans les années 1990, Lauréat Leblanc, l'un des derniers gardiens du phare, retourne sur l'îlot avec une équipe de Radio-Canada et une autre de Pêches et Océans. Il constate notamment que la superstructure du phare a été modifiée : « le phare est encore là, mais c'est pas le même phare qu'on avait. C'est une pièce de fer avec une lumière d'accrochée dessus ». Il précise également quel était l'utilisation des autres constructions : « la maison où on habitaient est encore debout, mais les fenêtres sont brisées et les portes arrachées. Il reste une bâtisse qu'on utilisait pour ramasser les outils. Les autres bâtiments sont trop vieux et pourris ».
Le feu est éteint en 2011.

## Histoires de gardiens
Durant les périodes d'allumage du phare des deux premières années, 1870 et 1871, sa surveillance est effectuée par des gardiens temporaires.
Le 11 août 1881, alors que le gardien du phare voulait faire un tir avec le canon d'alarme, une étincelle fait exploser un baril de poudre. Le gardien et son fils sont tués sur le coup et l'un des deux aides, grièvement blessé, meurt quelques heures après. Le navire la Canadienne, avec à son bord le docteur Fortin, est envoyé sur le Rocher des oiseaux. Sur l'île, le docteur découvre les cadavres du gardien Chiasson, de son fils et de son aide. Ils ont été tués par l'explosion d'un baril de poudre. Le canon éclaté est remplacé par l'un de ceux du navire, puis les corps sont ramenés aux Îles de la Madeleine et enterrés le vendredi 18. Au phare, ils ont laissé l'ancien aide, un nouveau gardien et deux nouveaux aides, pour gérer la garde du phare.
Peter Bourque, est nommé gardien en 1896, il le restera jusqu'en 1906, époque où il laisse la place à son fils.

## Patrimoine

### Sur le site du phare
Le phare du Rocher-aux-Oiseaux, construit en 1967, décrit : « plan au sol : polygonal avec une structure : béton, ossature en béton armé », est inscrit à l'inventaire du patrimoine maritime et fluvial du répertoire du patrimoine culturel du Québec. Il fait partie du « secteur du phare de Rocher aux oiseaux », réalisé lors de l'inventaire des phares du Québec (2009-2010).
Lors de l'inventaire (2009-2010), il n'y a pas eu d'évaluations « historiques, architecturales et emblématiques », des ruines jouxtant le phare. Sa situation, sur un îlot qui a déjà perdu la moitié de sa surface en 150 ans du fait de l'érosion maritime, fait qu'il peut être considéré que dans un temps plus où moins long ce patrimoine aura disparu.

### Musée de la Mer de l'île du Havre-Aubert
Au Musée de la Mer de l'île du Havre-Aubert, on trouve notamment : une maquette, du site avec l'île, le phare et les autres bâtiments, réalisée sur l'île, par le gardien Alphonse Arsenault en 1934, et l'ancien canon servant d'avertisseur de brume.